# Close Range
«Close Range»  — американський бойовик 2015

## Сюжет
Визволивши свою племінницю з лап могутнього картелю, Колтон Макреді вступає в нещадний бій в ім'я порятунку членів власної родини, які стали тепер мішенями для злочинців. Його ферму, розташовану в провінційній глибинці, осаджують спраглі помсти найманці картелю, що прихопили з собою продажного місцевого шерифа з командою помічників, які забезпечать гарантію того, що найближчим часом до Макреді допомога не прибуде. Починається невпинний і методичний штурм ферми, і Колтон заради захисту своїх близьких і власного порятунку належить до кінця пройти цей «марафон на виживання» …

## В головних ролях
- Скотт Едкінс — Колтон Макреді
- Нік Чінланд
- Кейтлін Кітс
- Джейк Ла Ботц
- Тоні Перес
- Медісон Лоулор
- Хуліен Цезаріо
- Джиммі Чхіу
- Рей Діас
- Роберт Ділл